# تود ويليامسون
تود ويليامسون (بالإنجليزية: Todd Williamson)‏ هو رسام أمريكي، ولد في 24 يناير 1964 في كولمان في الولايات المتحدة.

## معرض صور

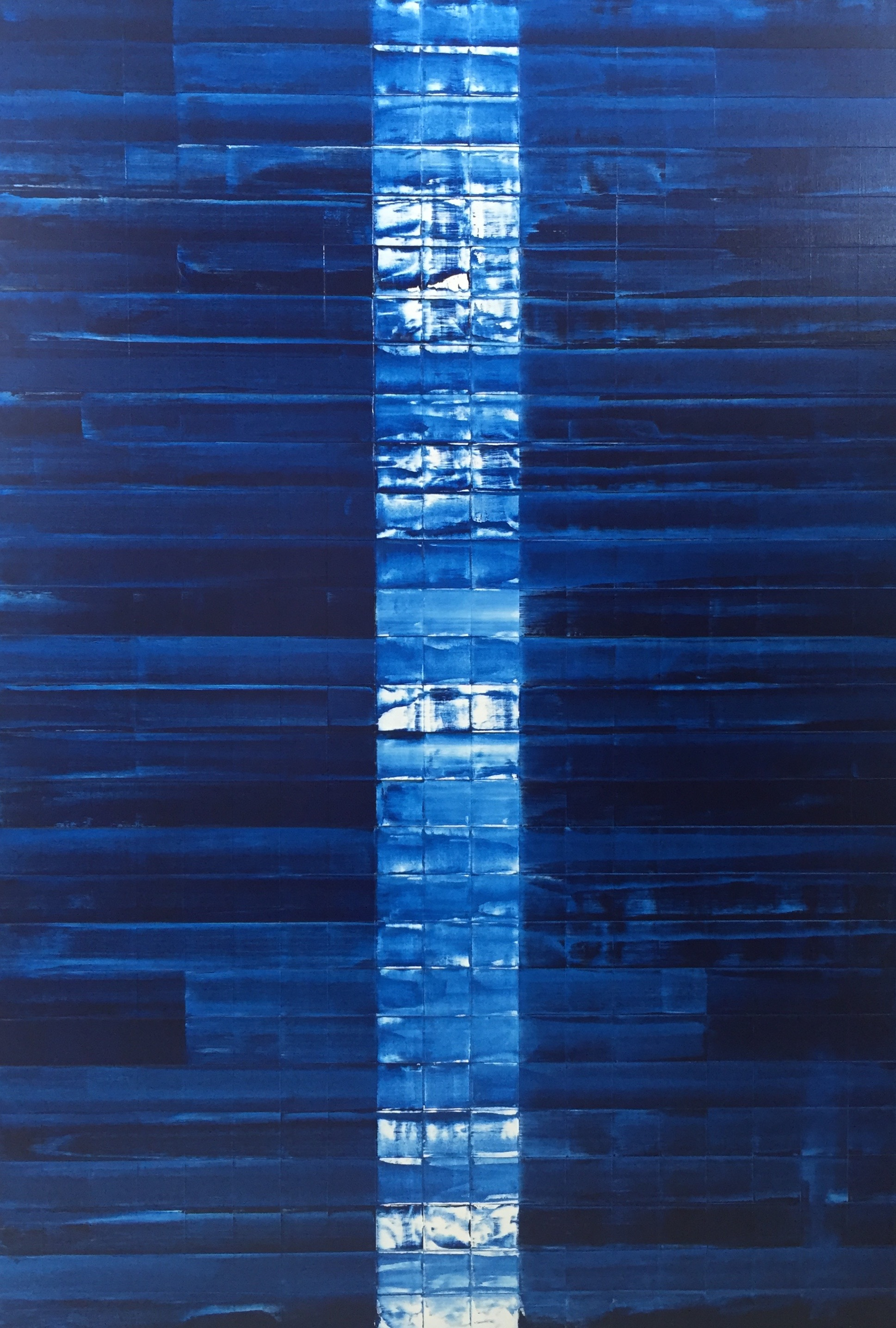
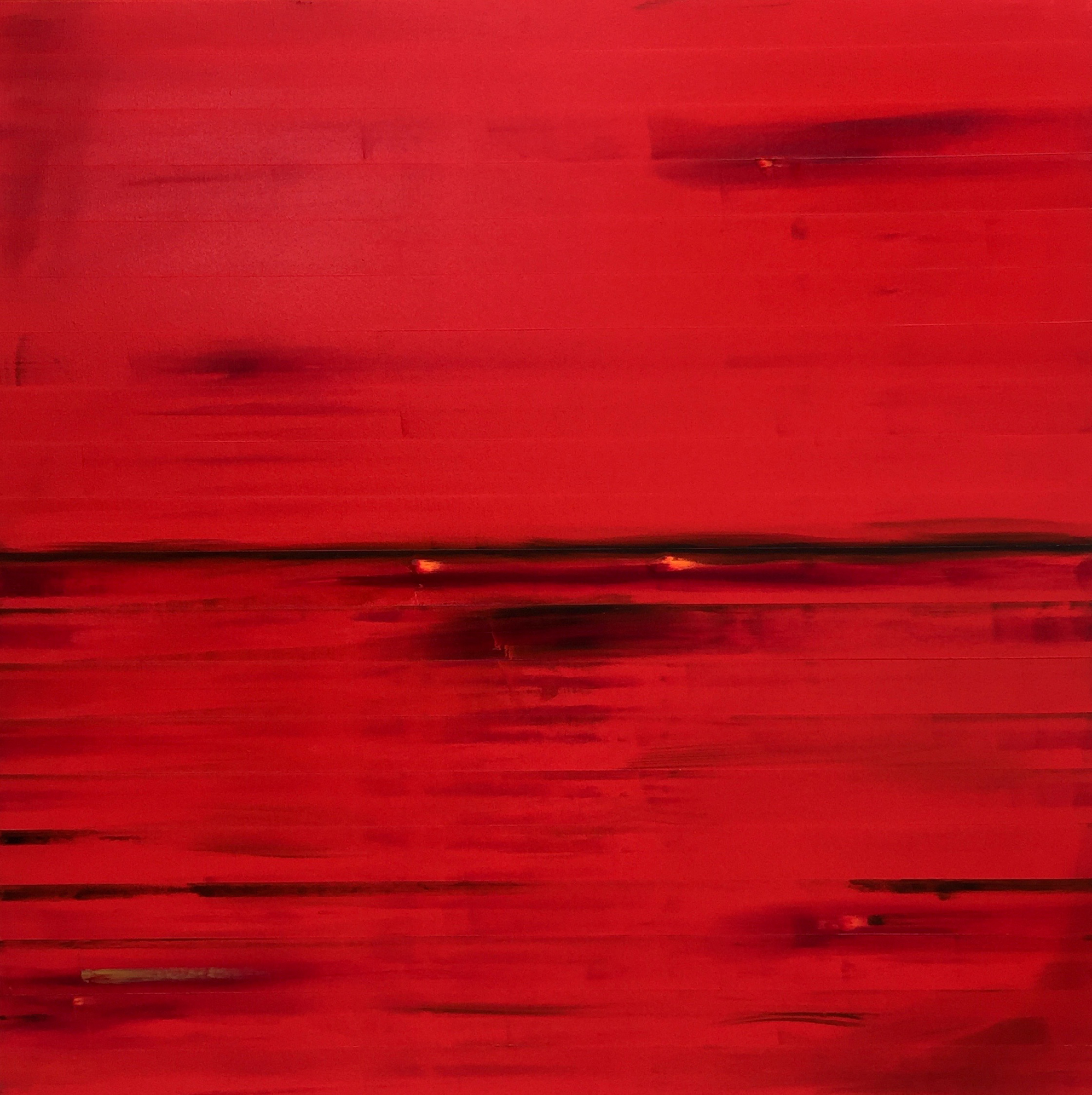
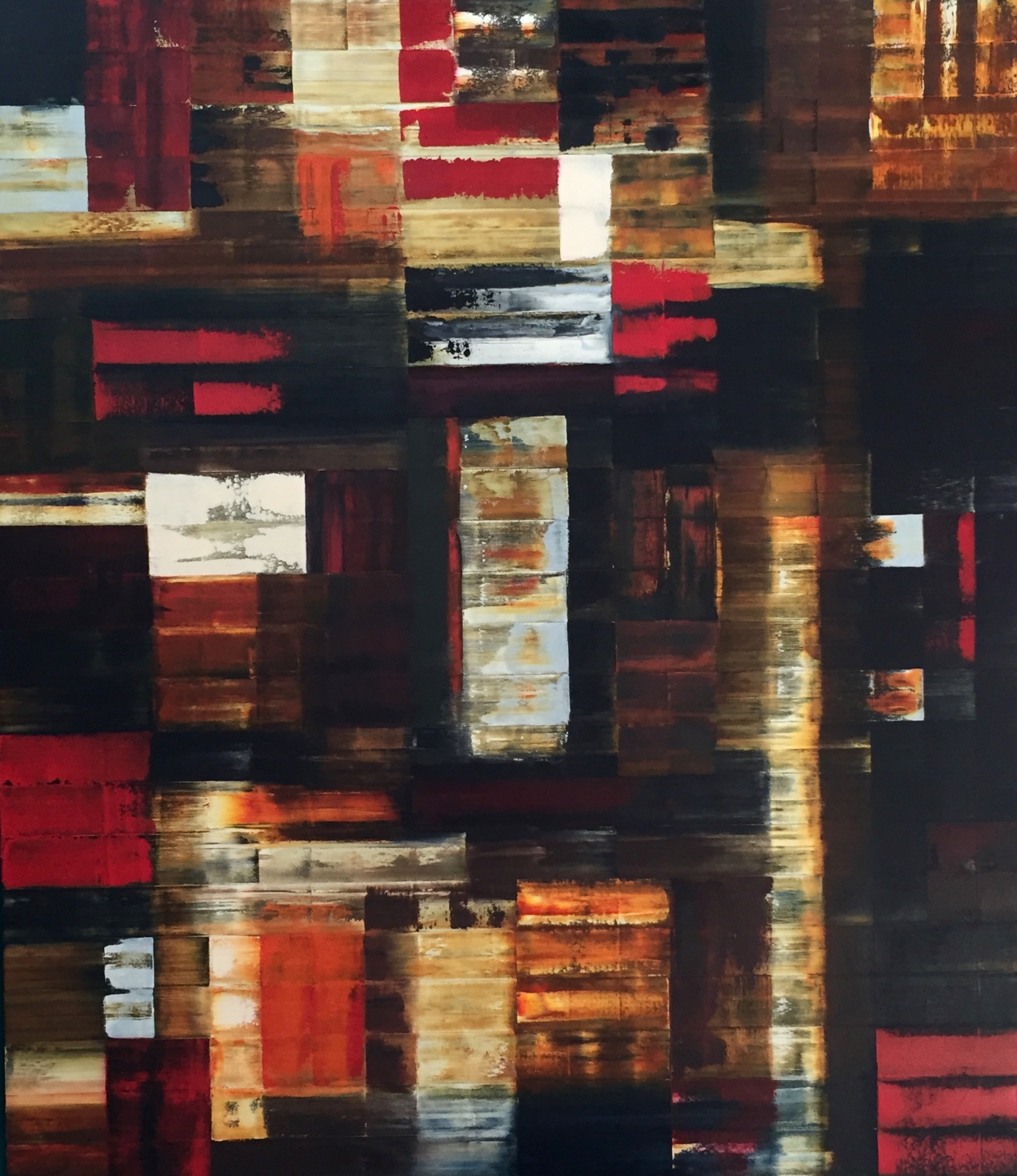
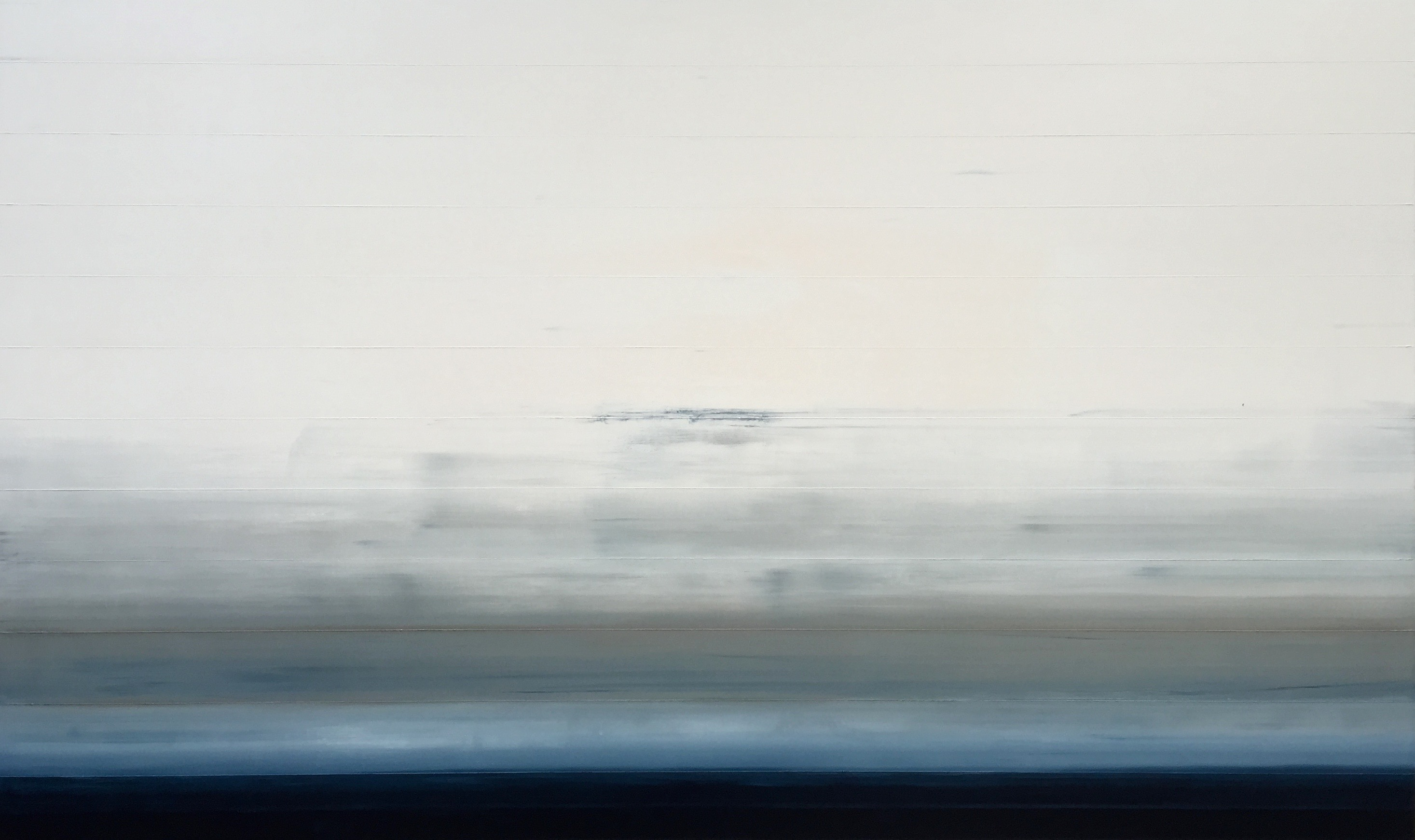
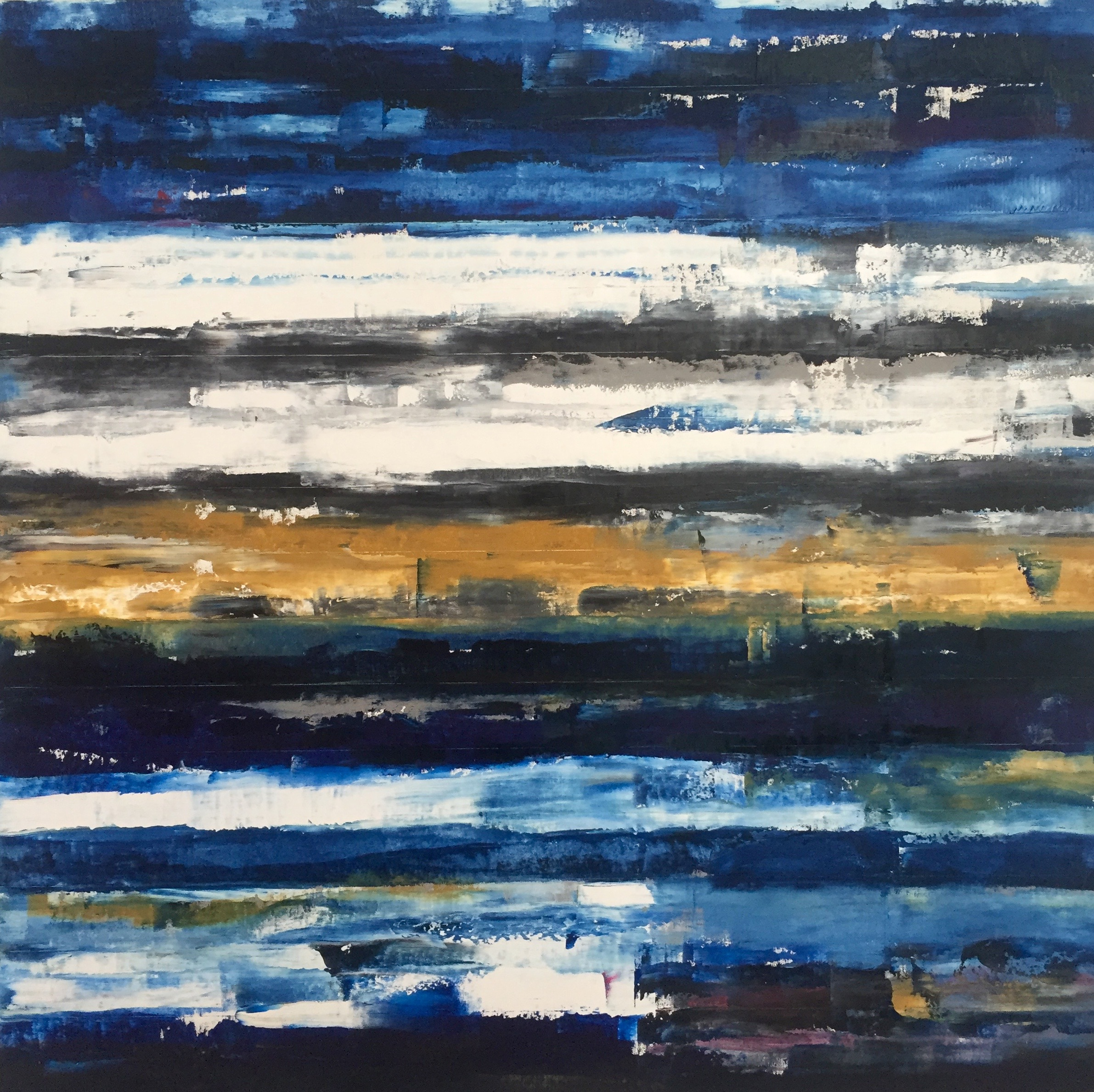
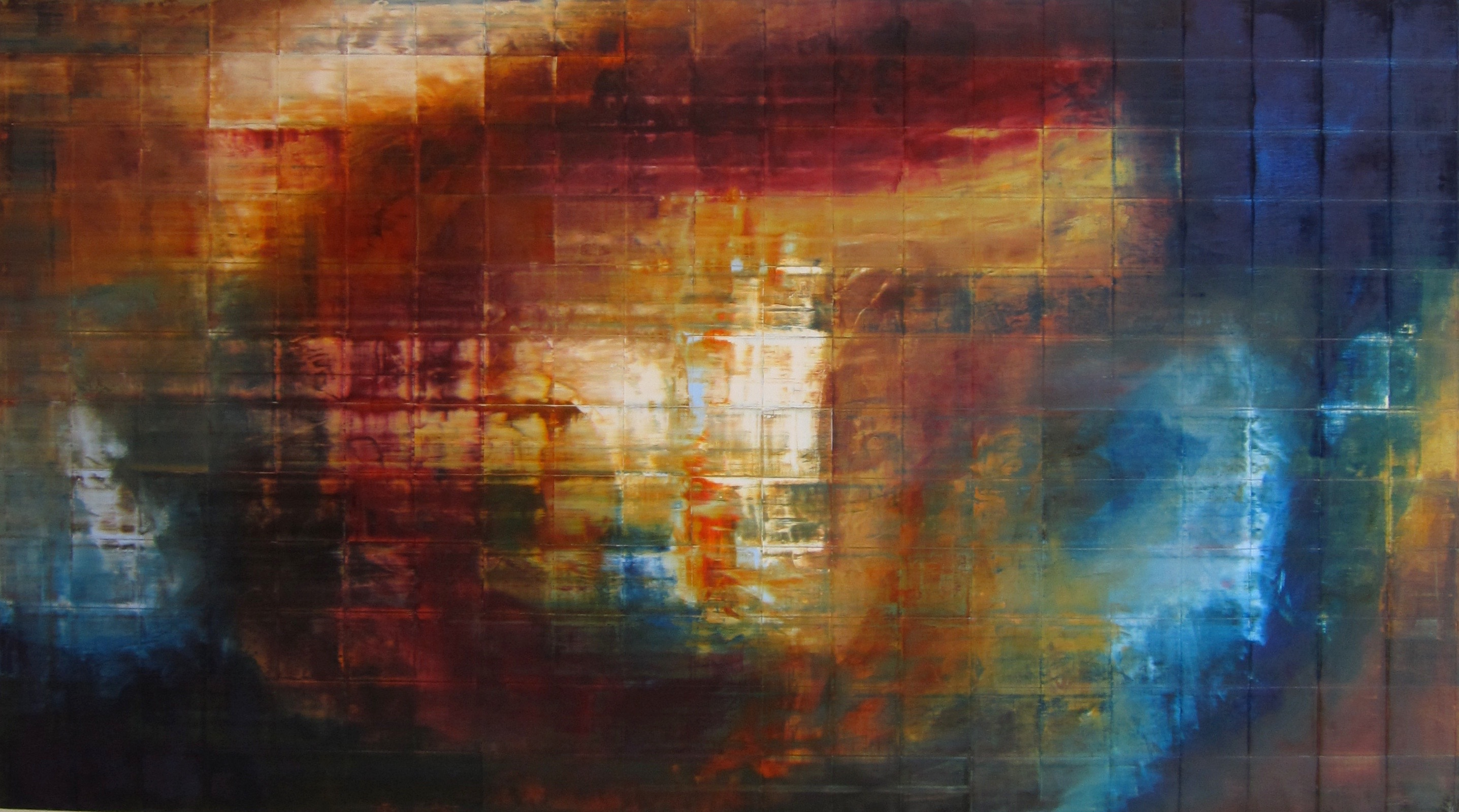